# Cayuga Lacus
Il Cayuga Lacus è una struttura geologica della superficie di Titano.